# Lonchura malacca
Il cappuccino tricolore (Lonchura malacca Linneo, 1766) è un uccello passeriforme appartenente alla famiglia degli estrildidi.

## Tassonomia
Classificata da Linneo nel suo Systema Naturae come Loxia malacca, sottintendendone una parentela col crociere nostrano, la specie è stata poi spostata nel genere Lonchura. In passato venivano ascritte a questa specie numerose sottospecie, fra cui il cappuccino testa nera (Lonchura malacca atricapilla) ed il cappuccino calotta bianca (Lonchura malacca ferruginosa): attualmente, questi due uccelli vengono considerati come specie a sé stanti (maggiormente legate l'una all'altra a livello filogenetico di quanto non lo siano al cappuccino tricolore), le restanti sottospecie di cappuccino tricolore sono state accorpate al cappuccino testanera e pertanto questa specie si presenta come monotipica, formando molto probabilmente una superspecie col cappuccino testa nera ed il cappuccino calotta bianca.
Il nome scientifico della specie venne scelto da Linneo in quanto gli esemplari da analizzare pervenutigli erano provenienti dalla Malaysia, ai tempi identificata con la città di Malacca.

## Distribuzione edhabitat

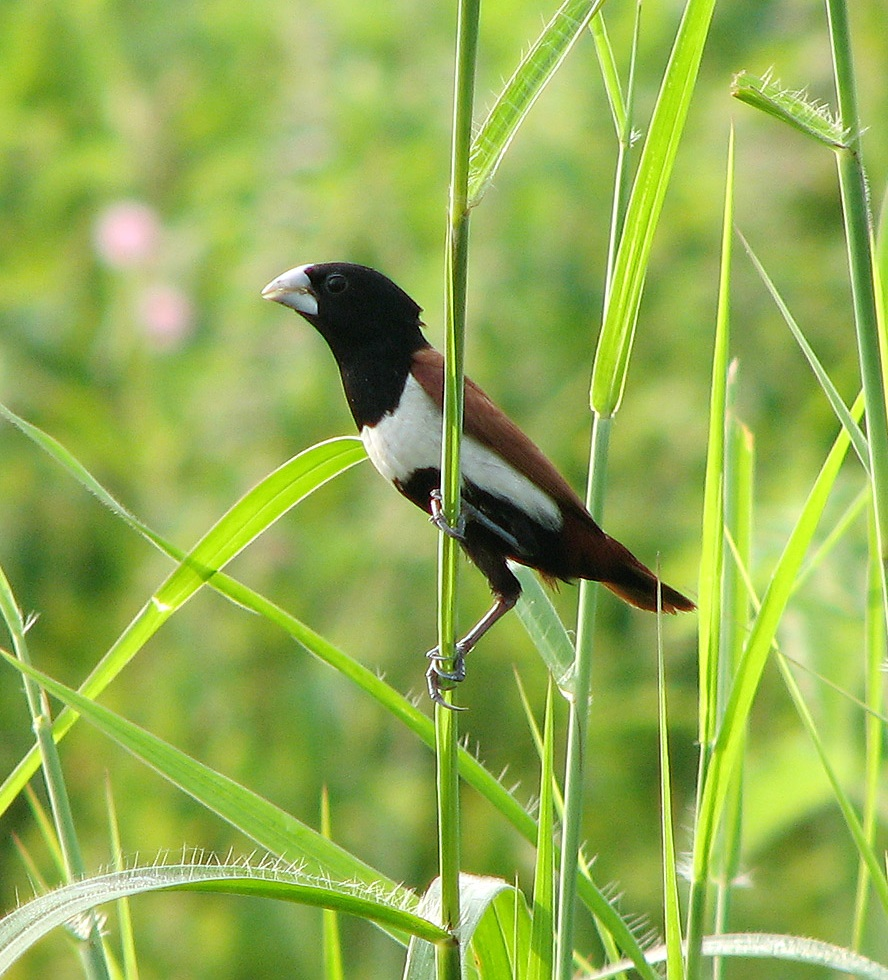
Un cappuccino tricolore su uno stelo d'erba a Mangalore.

Il cappuccino tricolore occupa un areale piuttosto vasto che comprende buona parte del subcontinente indiano (India orientale, Sri Lanka, Bangladesh), e del sud-est asiatico (Birmania, Indocina, penisola malese, Filippine, Sumatra nord-orientale, Borneo e Celebes), oltre alla Cina meridionale e a Taiwan. Questa specie è stata inoltre introdotta con successo anche a Cuba, Porto Rico, Guam, Martinica, Hispaniola, Palau, in Venezuela, Colombia, alle Vanuatu, in Giamaica ed alle Hawaii.
L'habitat tipico di questo uccello è costituito dalle zone erbose nelle vicinanze di corsi d'acqua permanenti, tuttavia questa specie si dimostra molto adattabile e poco timorosa dell'uomo, colonizzando anche risaie, aree coltivate e giardini, fino a un'altezza di 1500 metri.

## Descrizione

### Dimensioni
Questo uccello misura circa 12 cm, compresa la coda.

### Aspetto
Il cappuccino tricolore è un uccelletto dall'aspetto robusto e dal caratteristico forte becco, di forma tozza e conica.

Come intuibile dal nome comune, la livrea di questi uccelli è dominata da tre colori:
- il bruno, presente su dorso, ali, codione e coda;
- il nero, presente sotto forma di cappuccio sulla testa, su sottocoda e sulla porzione centrale del ventre, sebbene in alcune popolazioni anche queste ultime due aree sia di colore bruno;
- il bianco, presente su fianchi e petto;

Non è presente dimorfismo sessuale evidente nella livrea.

## Biologia

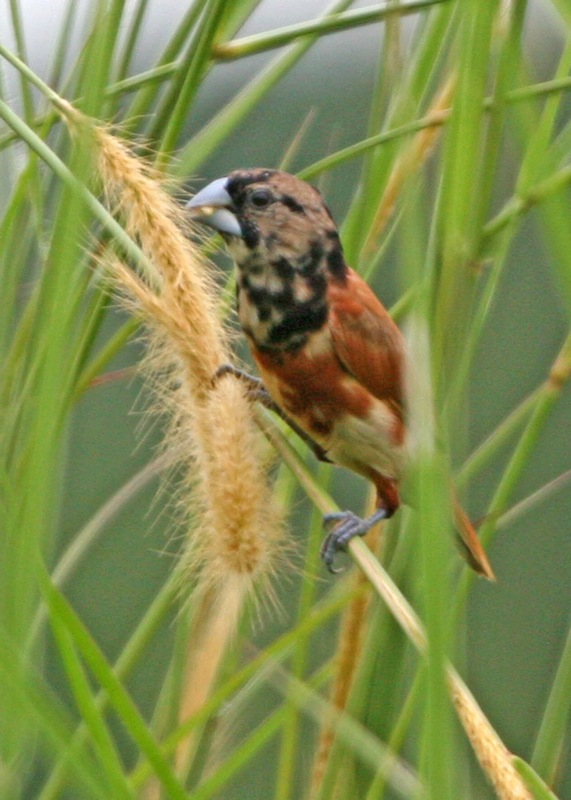
Cappuccino tricolore in muta si alimenta da una spiga.

Si tratta di uccelli molto vivaci, dalle abitudini diurne e gregarie, che vivono in stormi anche di una certa consistenza, a volte anche in compagnia di altre specie congeneri: essi passano la maggior parte del giorno al suolo alla ricerca di cibo, mentre durante la notte riposano fra gli alberi. A differenza delle altre specie del genere Lonchura, che sono generalmente stanziali, i cappuccini tricolori compiono spostamenti anche di una certa entità, seguendo i monsoni.

### Alimentazione
Si tratta di uccelli essenzialmente granivori, che tramite il forte becco sono in grado di spezzare l'involucro di moltissime varietà di piccoli semi, prediligendo i semi ancora immaturi di riso quando disponibili: essi integrano la propria dieta anche con altri alimenti di origine vegetale (bacche, frutti, germogli) e sporadicamente anche con piccoli insetti volanti.

### Riproduzione

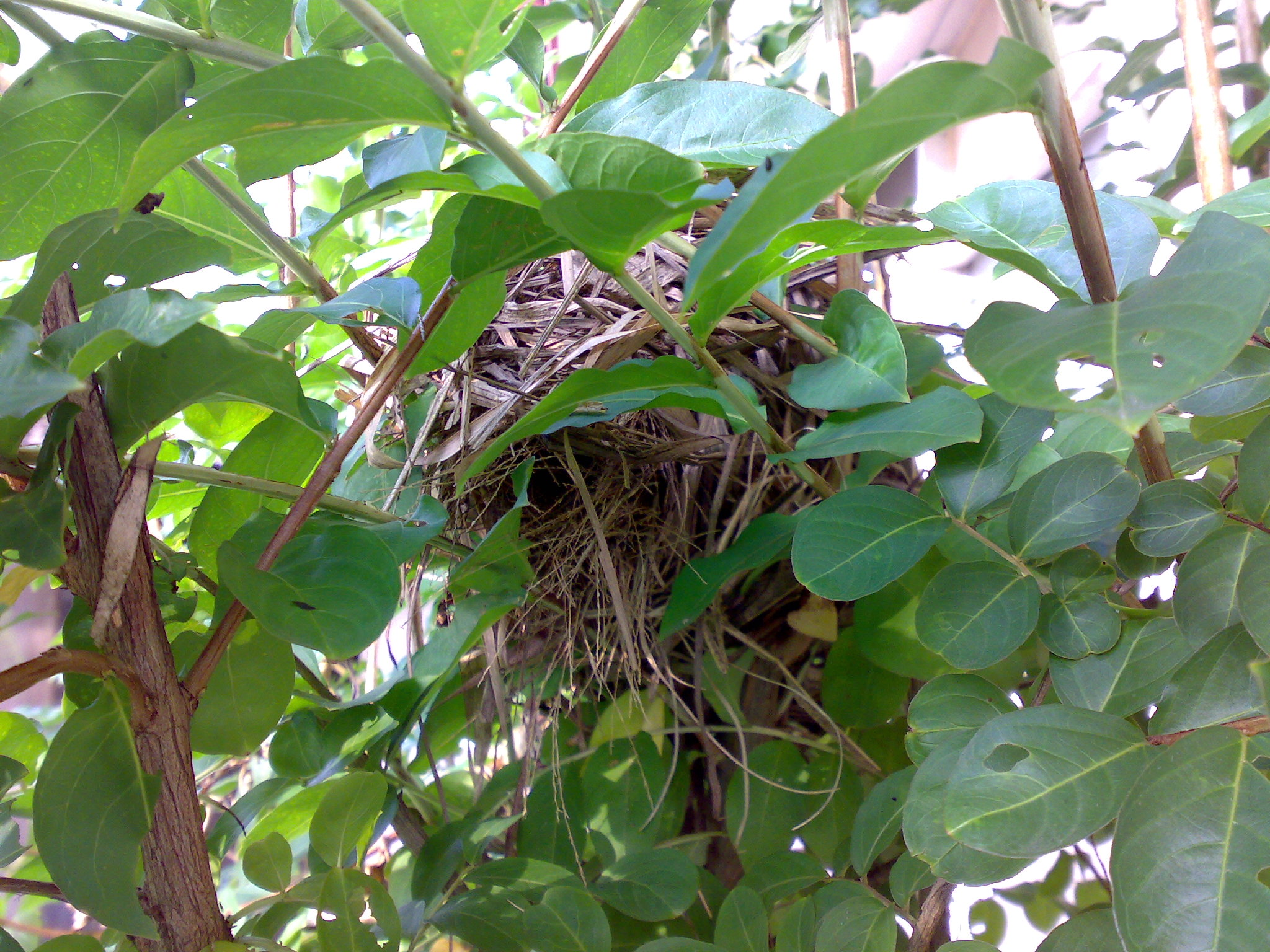
Un nido fra la vegetazione.

Questi uccelli sono in grado di riprodursi durante tutto l'arco dell'anno, tuttavia possono essere osservati picchi riproduttivi in concomitanza con la fine del monsone.
Il nido viene costruito da ambedue i partner generalmente nel folto della vegetazione o tra le canne a circa 2 metri di altezza: esso è di forma sferica con entrata laterale, e misura circa 15 cm di diametro. La femmina vi depone 3-7 uova, che vengono covate a turno da entrambi i sessi per 15-16 giorni: i pulli sono ciechi ed implumi alla schiusa, ed è compito di entrambi i genitori nutrirli e accudirli per circa 3 settimane, al termine delle quali essi sono pronti per l'involo, sebbene la maggior parte dei giovani rimanga coi genitori per ancora una decina di giorni prima di allontanarsene del tutto.